# Die Teufelstänzerin

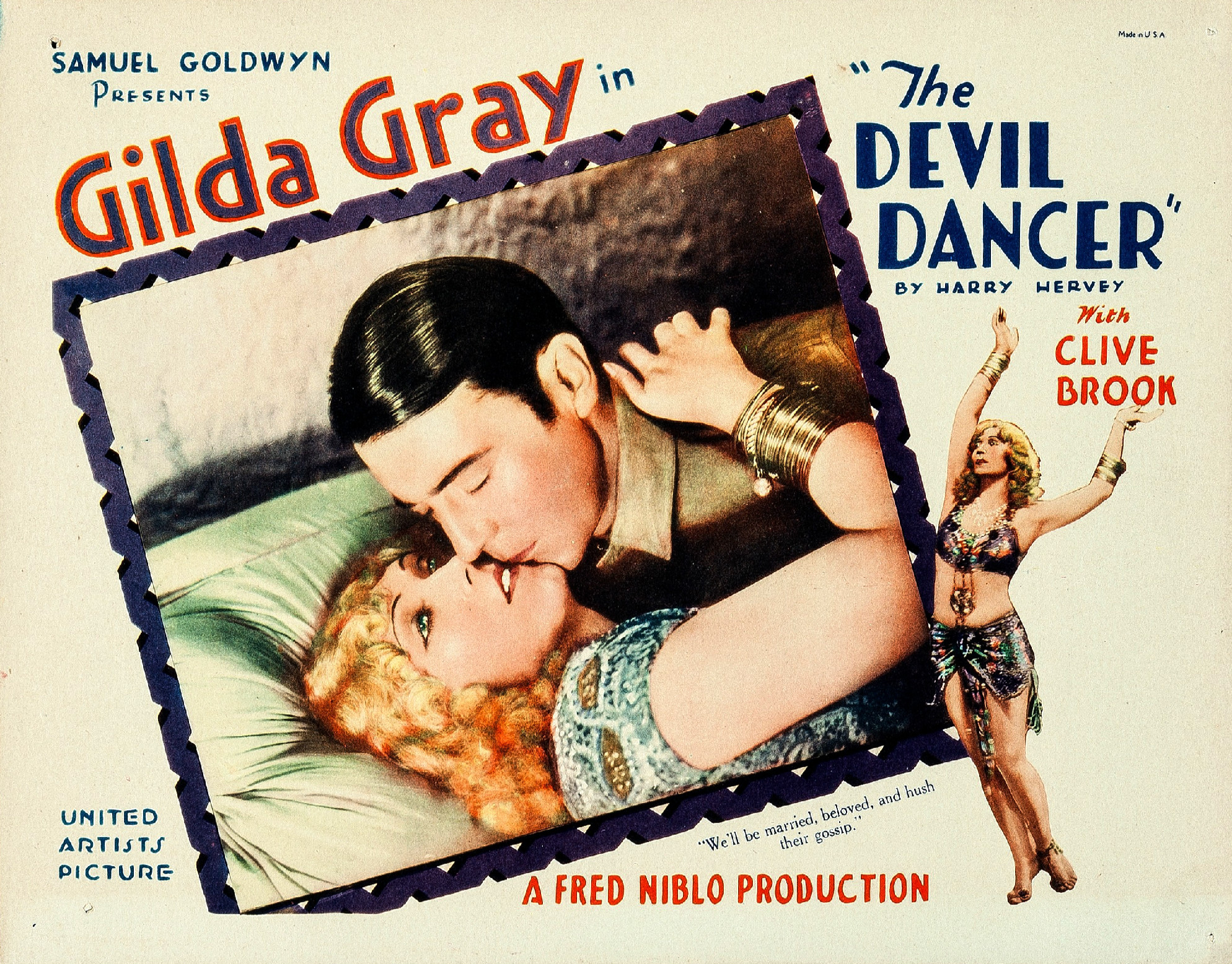
Lobbykarte des Films Die Teufelstänzerin, 1927

Die Teufelstänzerin (Originaltitel: The Devil Dancer) ist ein US-amerikanisches romantisches Filmdrama von Fred Niblo aus dem Jahr 1927. Der Stummfilm, der zu seiner Zeit wegen der ausgezeichneten Kameraführung sowie der Nutzung der Licht- und Schatteneffekte Anerkennung fand, gilt als verschollen.

## Handlung
Die weiße Takla ist eine Vollwaise, die in einem Kloster im Himalaya aufgewachsen ist, das sie auch erwachsen nicht verlassen darf. Sie wird vom britischen Abenteurer Stephen Athelstan befreit. Athelstan verliebt sich in Takla, doch will seine Schwester eine Verbindung ihres Bruders mit der „Teufelstänzerin“ verhindern. Sie lässt Takla entführen. Athelstan sucht lange Zeit vergeblich nach Takla, bis er sie schließlich bei einer Gruppe umherziehender muslimischer Künstler findet. Es kommt zum Happy End.

## Produktion
The Devil Dancer wurde zunächst von Alfred Raboch und Regieassistent Lynn Shores gedreht. Später wurde Shores Regisseur des Films und Raboch Assistent. Schließlich übernahm Niblo die Regie und vollendete den Film.
The Devil Dancer erlebte am 3. November 1927 in Los Angeles seine Premiere und kam am 19. November in die Kinos.

## Auszeichnungen
George Barnes war für diesen Film sowie für The Magic Flame (1927) und … aber das Fleisch ist schwach (1928) bei der ersten Oscarverleihung 1929 für einen Oscar in der Kategorie beste Kamera nominiert.